# Бабіти
Бабіти — це легкоплавкі антифрикційні сплави на основі олова (олов'яні бабіти) та свинцю (свинцеві бабіти). Як легувальні додатки використовують Стибій, Мідь, Нікель, Кадмій, Арсен, Кальцій, Магній, Телур та деякі інші елементи.

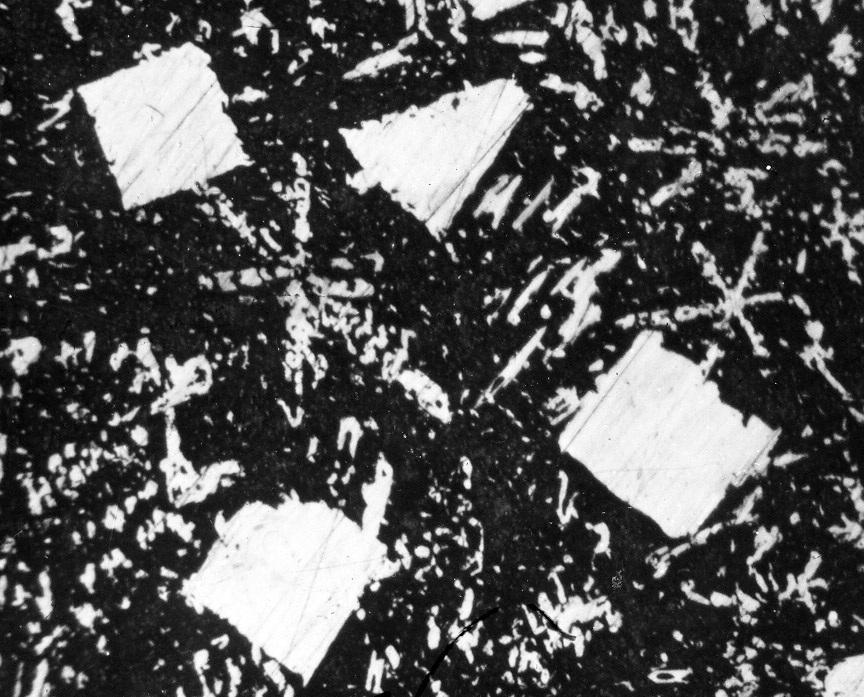
Мікроструктура бабіту марки Б83: темна матриця — м'який твердий розчин на основі Sn; тверді вкраплення сполук SnSb (прямокутні) та Cu_{3}Sn (зірочки)

З бабітів виготовляють вкладні підшипників ковзання. Вони недостатньо міцні, тому зазвичай їх наносять тонким шаром на міцнішу основу (частіше сталеву). Тонкостінні вкладні автомобільних двигунів виготовляють штампуванням з біметалевої стрічки, отриманої безперервним розливанням. Підшипники великого діаметра заливають індивідуально стаціонарним або відцентровим способом, а також литтям під тиском.
Для забезпечення антифрикційних властивостей (малий коефіцієнт тертя в парі з шийкою сталевого вала, зносотривкість) структуру бабітів формують з дрібних вкраплень твердих фаз (хімічних сполук, проміжних фаз), які рівномірно розташовані в м'якій матриці твердого розчину на основі олова чи свинцю (принцип Шарпі). У початковий період експлуатації відбувається припрацювання: м'яка основа інтенсивно зношується, а тверді частинки утримують проміжок між валом і вкладнем, у який примусово подається мастило.
Перший підшипниковий сплав цього типу був створений американським винахідником Ісааком Беббітом у 1839 році. На його честь і названа ця група підшипникових сплавів.

## Маркування бабітів
За ГОСТ 1320-74 та ГОСТ 1209-78 марки бабітів позначають літерою Б. В олов'яних бабітах за літерою наведені цифри, що вказують середню кількість олова у відсотках (Б83, Б88). Наприклад, сплав марки Б83 містить: 10 —12 мас.% Sb; 5,5 —6,5 мас.% Cu); решта — Sn. 
Марки свинцевих бабітів також позначають літерою Б, після якої можуть стояти літера, яка позначає певний легувальний елемент (А — Алюміній, К — Кальцій, Н — Нікол, С — Стибій) та цифри, які вказують на його кількість. 

## Технічні характеристики
Бабіти мають низькі твердість (15-30 НВ), температуру плавлення (240—320 °С), високі антифрикційні властивості, добре припрацьовуються. Недоліками бабітів є висока вартість та мала контактна витривалість, особливо олов'яних бабітів. 
Олов'яні бабіти Б88, Б83, Б83С (ГОСТ 1320 — 74) використовують, коли вимагається підвищена в'язкість і мінімальний коефіцієнт тертя. Порівняно зі свинцевими вони мають більшу корозійну стійкість, зносостійкість і теплопровідність.
Натомість свинцеві бабіти Б16, БН, БС6 (ГОСТ 1320 — 74), БКА, БК2, БК2Ш (ГОСТ 1209 — 78) мають вищу робочу температуру і застосовуються для підшипників потужних агрегатів: дизельних двигунів, прокатних станів.
Товщина шару бабіту впливає на втомну міцність: що тонший шар, то вищий опір втомному руйнуванню. Так, зменшення товщини шару з 0,75 до 0,075 мм підвищує термін експлуатації підшипника у 4,5 рази. У біметалевих вкладнях товщина шару бабіту змінюється від кількох міліметрів до 0,2 мм. Подальше зменшення товщини шару неможливе, оскільки збільшується ймовірність його швидкого стирання. Зменшення товщини шару бабіту вдалося досягти у триметалевих вкладнях, де між сталевою основою та антифрикційним шаром наносять проміжний пористий мідно-нікелевий прошарок. При заливанні рідкий бабіт затікає у пори прошарку, що забезпечує його добре зчеплення з основою. Це дозволяє зменшити товщину шару і тим самим покращити службові властивості вкладнів.

## Застосування
Свинцеві бабіти застосовуються для підшипників електродвигунів, турбін, компресорів, насосів, генераторів, верстатів тощо. У підшипниках, котрі працюють при жорсткому температурному режимі й великих ударних навантаженнях, застосовують бабіти на олов'яній основі. Широко застосовують також безолов'яні свинцево-кальцієві бабіти. 